# Gräberfeld von Uppkåra

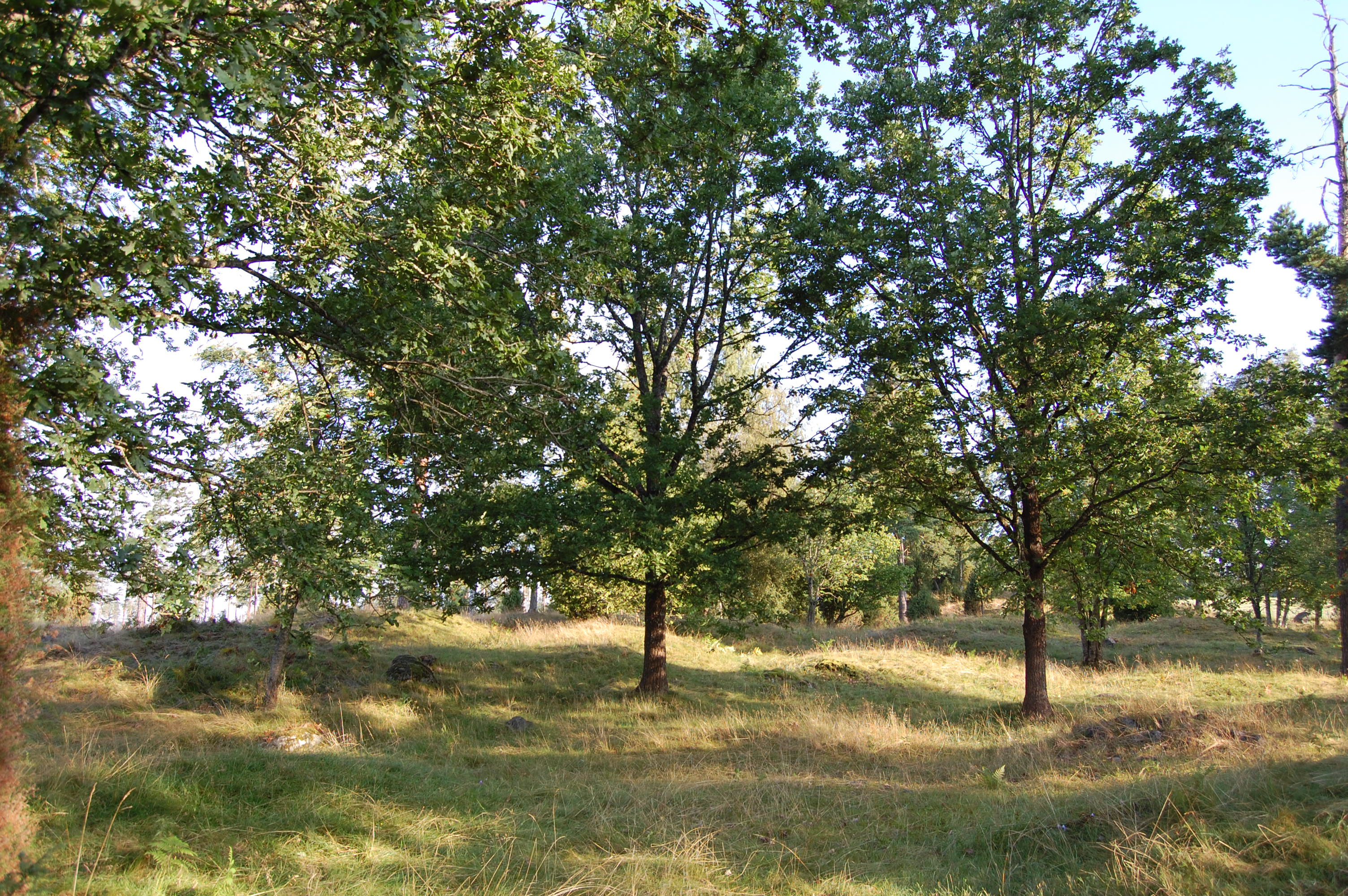
Gräberfeld von Uppkåra

Das Gräberfeld von Uppkåra (schwedisch: Uppkåra gravfält) ist eine prähistorische Grabanlage bei Uppkåra nordöstlich von Sävsjö in der schwedischen Gemeinde Sävsjö in der historischen Provinz Småland.
Im Gräberfeld befinden sich 85 Hügelgräber. Ihre Entstehung wird für die jüngere Eisenzeit, etwa im Zeitraum zwischen 500 und 1050 nach Beginn unserer Zeitrechnung, angenommen. In der weiteren Umgebung befinden sich ähnliche Hügelgräberfelder, die ursprünglich jeweils bestimmten Bauernhöfen zugeordnet waren.